# Bugulkidul (plaats)
Bugulkidul is een bestuurslaag in het regentschap Pasuruan van de provincie Oost-Java, Indonesië. Bugulkidul telt 8606 inwoners (volkstelling 2010).